# Санджак Александретта

Карта, иллюстрирующая административно-территориальное деление французского мандата в Сирии и Ливане. Санджак Александретта в составе Государства Алеппо (отделен штриховой линией)

Санджак Александретта — одна из административных единиц в составе французского мандата в Сирии и Ливане.

## История

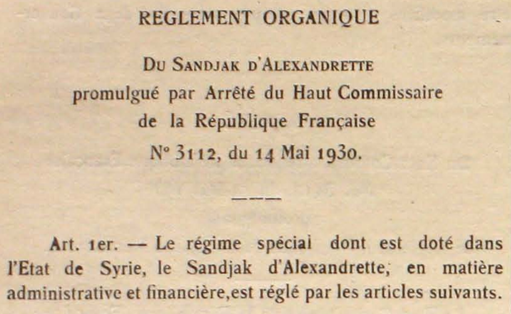
Органический закон санджака Александретта в составе Сирийской республики, принятый 14 мая 1930 года, в день утверждения конституции страны

Санджак Александретта был образован французской военной администрацией 27 ноября 1918 года на части оккупированной по итогам Первой мировой войны территории Османской империи путём объединения двух каз бывшего вилайета Алеппо — Александретты и Антиохии (ныне Искендерун и Антакья), а также частей каз Харим и Бейлан. Административным центром единицы был город Искендерун (Александретта). Претензии Турции на эту территорию были отклонены.
В 1920 году данный район был включён в состав Государства Алеппо, однако в 1921 году в связи со значительным процентом турецкого населения получил согласно статье 7 Анкарского договора автономию в составе мандата, а турецкий язык наряду с арабским был признан на его территории официальным. В 1923 году санджак Александретта был вновь присоединён к Государству Алеппо, к тому моменту уже входившему в состав Сирийской федерации, но уже с сохранением автономии, а с 1 января 1925 года в таком же особом административном статусе вошёл в Государство Сирия.
В 1925 году Турция предприняла попытку вернуть себе санджак Александретта дипломатическим путём и, получив от Франции отказ, с 1930 года стремилась заручиться для достижения данной цели поддержкой Лиги Наций. В 1926 году у французских властей были планы выделить санджак в полноценную административную единицу в рамках мандата, но от них вскоре отказались.
В сентябре 1936 года между Францией и властями Сирийской республики был подписан договор о дружбе, после заключения которого в среде турецкой общины санджака начались протесты, давшие турецкому правительству повод обратиться к Франции с требованием признать независимость региона. В итоге в середине декабря 1936 года между Францией и Турцией было достигнуто соглашение, согласно которому санджак Александретта останется в составе Сирии, однако Турция получит определённые права в управлении им, в том числе в вопросах, касающихся обороны; для наблюдения за исполнением этого решения в санджак были направлены три международных представителя. Автономия региона была закреплена в ноябре 1937 года принятием статута, подписанного при посредничестве Лиги Наций: регион был объявлен «отдельной, но не отделённой» единицей французского мандата.

## Население

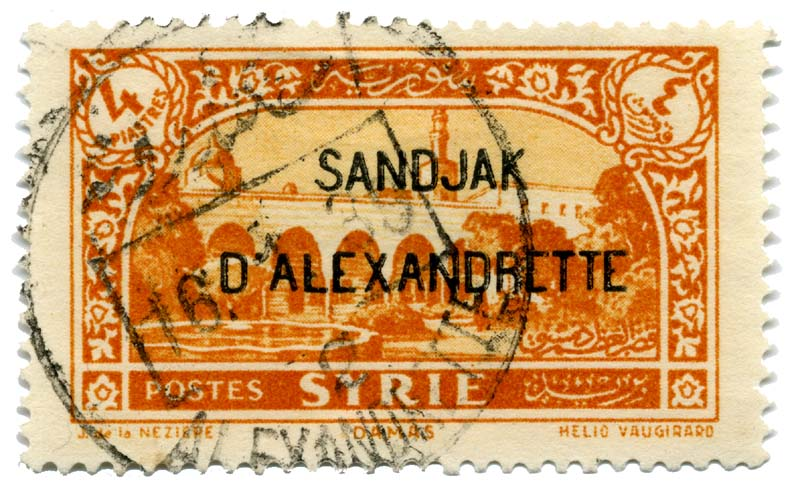
Сирийская почтовая марка с надпечаткой для санджака Александретта

Согласно оценкам французской Высокой комиссии, в 1936 году 46 % из 220 тысяч населения санджака составляли арабы, 61 % среди которых были алавитами и 39 % — суннитами; турки составляли 39 % населения, армяне — 11 %, другие христианские народы — 8 %, черкесы, курды и евреи (в совокупности) — 4 %; согласно данным Далаля Арсузи-Эламира, в 1936 году население региона составляло 219 тысяч человек, из которых турки составляли 38,9 %, арабы-алавиты — 28 %, арабы-сунниты — 10 %, арабы-христиане — 8,2 %, армяне — 11,4 %. Согласно данным ивритоязычной газеты «Давар», выходившей в подмандатной Палестине, население региона составляло 220 тысяч человек, 90 тысяч из которых составляли турки, 60 тысяч — алавиты, 25 тысяч — армяне, 23 тысячи — сунниты. Турки были самой многочисленной единой этноконфессиональной группой в данном регионе, однако этническое большинство составляли арабы.

## Несостоявшиеся выборы в парламент 1938 года
Распределение мест в законодательной ассамблее санджака, произошедшее в 1938 году, было основано на переписи населения, проведённой французскими властями под международным контролем; из 40 мест 22 получили турки, 9 — алавиты, пять — армяне, два — арабы-сунниты, два — антиохийские греки. Это распределение стало результатом турецкого военного вмешательства с территории городов Паяс и Хасса 5 июля 1938 года, результатом которого стало изгнание и убийство многих арабов и армян, в совокупности составлявших большинство населения региона, что, по мнению некоторых историков, сильно повлияло на его этнический состав; кроме того, из Турции в санджак прибыло несколько десятков тысяч турецких граждан, зарегистрировавшихся на избирательных участках для участия в голосовании. Турецкие власти вели также активную пропаганду среди алавитов и черкесов, которым обещалось их уравнение в правах с турками и признание частью турецкого народа.
Согласно официальным данным по состоянию на 22 июля 1938 года, в санджаке Александретта было зарегистрировано 57008 избирателей, среди которых турки составляли 35847 человек, алавиты — 11319 человек, армяне — 5504 человека, греки-православные — 2098 человек, арабы (мусульмане-сунниты) — 1845 человек, прочие — 359 человек. 40 мест в парламенте в итоге распределились следующим образом: от Антакьи — 14 турок, 7 алавитов, 2 армянина, 2 араба-суннита, 1 грек-православный, от Искендеруна — 3 турка, 3 алавита, 1 армянин, один грек-православный, от Кырыкхана — 5 турок и 2 армянина; всего в парламенте оказалось 22 турка, 9 алавитов, 5 армян, 2 араба-суннита, 2 православных грека. Несмотря на регистрацию избирателей, выборы как таковые в итоге не состоялись: состав парламента санджака должны были утвердить совместно французские и турецкие власти. Мустафой Кемалем Ататюрком для проведения этой работы со стороны Турции был назначен Тайфур Сёкмен, прибывший в Дёртйол из Антакьи 25 августа 1938 года.

## Государство Хатай

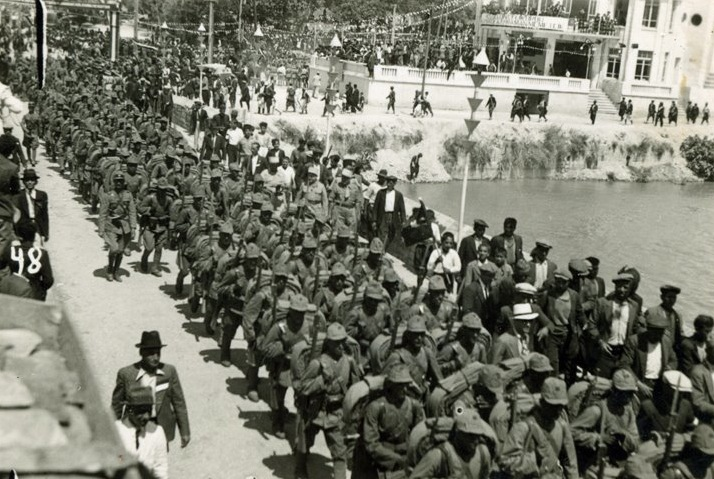
Турецкие войска вступают в санджак Александретта. 5 июля 1938 года

2 сентября 1938 года парламент санджака Александретта провозгласил независимость региона под названием Государство Хатай, что не встретило противодействия со стороны французских властей. Данное государственное образование просуществовало один год, формально находясь под совместным протекторатом Франции и Турции, но на деле его правительство находилось под полным турецким контролем: в частности, Тайфур Сёкмен, ставший президентом Хатая, был депутатом турецкого парламента (избранным в 1935 году от Антальи), — а премьер-министр доктор Абдуррахман Мелек был избран в турецкий парламент от Газиантепа в 1939 году, в тот момент по-прежнему занимая второй по значимости пост в Хатае. 29 июня 1939 года территория Хатая после формального референдума, на котором победили сторонники присоединения к Турции, была включена в состав Турции, что было признано Францией 23 июля того же года, однако вызвало массовые протесты арабского населения территории. Значительная часть нетурецкого населения покинула регион вскоре после присоединения к Турции; в частности, большинство армян покинули его 16—23 июля 1939 года, переехав в Сирию и Ливан.